# Le Vernois
Le Vernois é uma comuna francesa na região administrativa de Borgonha-Franco-Condado, no departamento de Jura. Estende-se por uma área de 1,08 km². Em 2010 a comuna tinha 310 habitantes (densidade: 287 hab./km²).